# Nespelem Community, Washington
Nespelem Community, Washington (енгл. Nespelem Community) насељено је место без административног статуса у америчкој савезној држави Вашингтон.

## Демографија
По попису из 2010. године број становника је 253, што је 37 (-12,8%) становника мање него 2000. године.
| Група             | 2000.     | 2010.     |
| Белци             | 19 (6,6%) | 12 (4,7%) |
| Афроамериканци    | 0 (0,0%)  | 0 (0,0%)  |
| Азијати           | 0 (0,0%)  | 0 (0,0%)  |
| Хиспаноамериканци | 8 (2,8%)  | 3 (1,2%)  |
| Укупно            | 290       | 253       |